# 苯并［b］荧蒽
苯并[b]荧蒽（也称苯并[e]荧蒽）是一种有机化合物，化学式为C20H12，它是苯并荧蒽的同分异构体之一。它可由9-(2-溴苄基)芴在碳酸钾存在下，双膦-钯配合物的催化下于DMA中80 °C分子内芳化得到。9-(2-氨基苯基)菲和亚硝酸叔丁酯在乙腈中反应，也会得到苯并[b]荧蒽，反应会同时生成少量9-苯基菲。
它和溴在二氯甲烷中反应，生成1-溴苯并[b]荧蒽。它和四氧化二氮在二氯甲烷中反应，生成1-硝基苯并[b]荧蒽和少量8-硝基苯并[b]荧蒽。